# Merionoeda caldwelli
Merionoeda caldwelli là một loài bọ cánh cứng trong họ Cerambycidae.